# Djäknegölen
Djäknegölen är en sjö i Vaggeryds kommun i Småland och ingår i Lagans huvudavrinningsområde. Sjön är 11,6 meter djup, har en yta på 0,011 kvadratkilometer och är belägen 249 meter över havet. 
Sjön är namnlös hos Lantmäteriet, men det kan vara en namnförväxling då det finns en mindre tjärn ca 400 meter sydöst om denna, som är belägen på Djäknemossen.